# 貝爾吉卡冰川

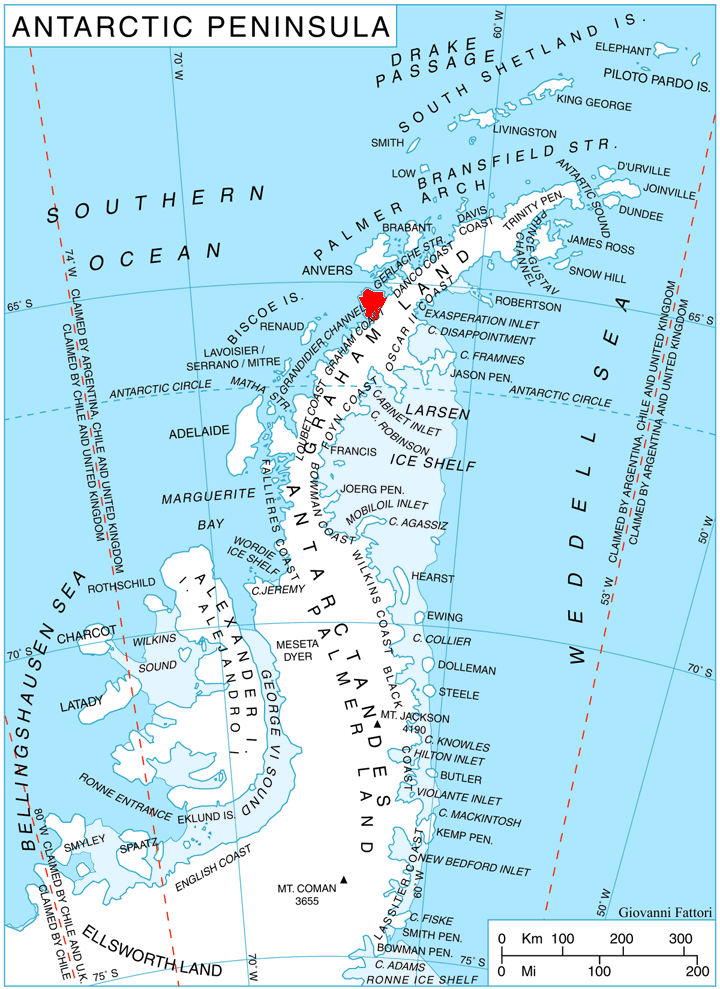

貝爾吉卡冰川（英語：Belgica Glacier），是南極洲的冰川，位於葛拉漢地的葛拉漢海岸，全長15公里，最終在蘭開斯特山以東注入特羅冰川，由英國探險隊繪入地圖，現時由南極條約體系管理。